# Distretto di Břeclav
Il distretto di Břeclav (in ceco okres Břeclav) è un distretto della Repubblica Ceca nella regione della Moravia Meridionale. Il capoluogo di distretto è la città di Břeclav.

## Geografia antropica
Il distretto conta 63 comuni:

### Città
- Břeclav
- Hustopeče
- Klobouky u Brna
- Lanžhot
- Mikulov
- Podivín
- Valtice (Feldsberg)
- Velké Bílovice
- Velké Pavlovice

### Comuni mercato
- Boleradice
- Drnholec
- Moravská Nová Ves
- Velké Němčice

### Comuni
- Bavory
- Borkovany
- Bořetice
- Brod nad Dyjí
- Brumovice
- Březí
- Bulhary
- Diváky
- Dobré Pole
- Dolní Dunajovice
- Dolní Věstonice
- Hlohovec
- Horní Bojanovice
- Horní Věstonice
- Hrušky
- Jevišovka
- Kašnice
- Klentnice
- Kobylí
- Kostice
- Krumvíř
- Křepice
- Kurdějov
- Ladná
- Lednice (Eisgrub)
- Milovice
- Moravský Žižkov
- Morkůvky
- Němčičky
- Nikolčice
- Novosedly
- Nový Přerov
- Pavlov
- Perná
- Popice
- Pouzdřany
- Přítluky
- Rakvice
- Sedlec
- Starovice
- Starovičky
- Strachotín
- Šakvice
- Šitbořice
- Tvrdonice
- Týnec
- Uherčice
- Velké Hostěrádky
- Vrbice
- Zaječí